# Lever House
Lever House, diseñado por Gordon Bunshaft del gabinete Skidmore, Owings and Merrill es un rascacielos situado en el 390 de Park Avenue en Nueva York, delante del Edificio Seagram de Ludwig Mies van der Rohe.

## Historia
Lever House fue construido entre 1951 y 1952 para albergar la sede de la compañía británica Lever Brothers. La fachada del edificio está constituida por un vidrio chispeante verde-azulado que resiste el calor y por acero inoxidable sobre los muros. El muro revestido de acero fue diseñado para reducir los costes de mantenimiento, este es completamente cerrado, sin ventanas. Esto supone que entran al edificio menos basuras y polvo. La resistencia al calor del vidrio ayuda también a reducir los costes del aire acondicionado.

## Galería de arte pública
Al término de las tareas de renovación del Lever House, la plaza bajo el edificio y la entrada han sido utilizadas como galería de arte para la Colección de obras de Lever House.

### Exposiciones
- Virgin Mother por Damien Hirst
- Bride Flight por E.V. Day
- The Hulks por Jeff Koons
- Numerosas esculturas de Keith Haring

### Restaurante Lever House
- Restaurante Lever House en New York Magazine
- Restaurante Lever House en OpenTable.com

- Esta obra contiene una traducción  derivada de «Lever House» de Wikipedia en catalán, publicada por sus editores bajo la Licencia de documentación libre de GNU y la Licencia Creative Commons Atribución-CompartirIgual 4.0 Internacional.

- Datos: Q1821821
- Multimedia: Lever House (Manhattan) / Q1821821